# Последовательность Падована

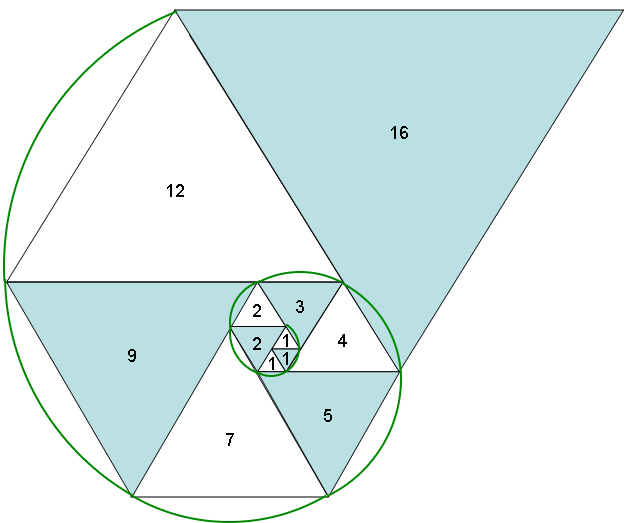
Спираль равносторонних треугольников со сторонами равными членам последовательности Падована.

Последовательность Падована — это целочисленная последовательность P(n) с начальными значениями
{\displaystyle P(0)=P(1)=P(2)=1}
и линейным рекуррентным соотношением
{\displaystyle P(n)=P(n-2)+P(n-3).}
Первые значения P(n) таковы
1, 1, 1, 2, 2, 3, 4, 5, 7, 9, 12, 16, 21, 28, 37, 49, 65, 86, 114, 151, 200, 265, … (последовательность A000931 в OEIS)
Последовательность Падована названа в честь Ричарда Падована, который в своем эссе Dom. Hans van der Laan : Modern Primitive 1994 года приписал её открытие нидерландскому архитектору Гансу ван дер Лаану. Последовательность стала широко известной после того, как её описал Ян Стюарт в колонке Mathematical Recreations в журнале Scientific American в июне 1996 года.

## Рекуррентные соотношения
Последовательность Падована подчиняется таким рекуррентным соотношениям:
{\displaystyle P(n)=P(n-1)+P(n-5)}
{\displaystyle P(n)=P(n-2)+P(n-4)+P(n-8)}
{\displaystyle P(n)=2P(n-2)-P(n-7)}
{\displaystyle P(n)=P(n-3)+P(n-4)+P(n-5)}
{\displaystyle P(n)=P(n-3)+P(n-5)+P(n-7)+P(n-8)+P(n-9)}
{\displaystyle P(n)=P(n-4)+P(n-5)+P(n-6)+P(n-7)+P(n-8)}
{\displaystyle P(n)=4P(n-5)+P(n-14).}
Последовательность Перрина удовлетворяет таким же соотношениям, но имеет другие начальные значения. Последовательности Падована и Перрина также связаны соотношением:
{\displaystyle \mathrm {Perrin} (n)=P(n+1)+P(n-10).}

## Расширение на область отрицательных чисел
Последовательность Падована может быть расширена на область отрицательных чисел с помощью рекуррентного соотношения
{\displaystyle P(-n)=P(-n+3)-P(-n+1).}
(это похоже на расширение последовательности чисел Фибоначчи на область отрицательных индексов последовательности). Такое расширение P(n) дает значения
…, −7, 4, 0, −3, 4, −3, 1, 1, −2, 2, −1, 0, 1, −1, 1, 0, 0, 1, 0, 1, 1, 1, …

## Суммы членов
Сумма первых n членов последовательности на 2 меньше чем P(n + 5), то есть
{\displaystyle \sum _{m=0}^{n}P(m)=P(n+5)-2.}
Суммы четных/нечетных членов, каждых третьих и суммы каждых пятых членов тоже выражаются определенными формулами:
{\displaystyle \sum _{m=0}^{n}P(2m)=P(2n+3)-1}
{\displaystyle \sum _{m=0}^{n}P(2m+1)=P(2n+4)-1}
{\displaystyle \sum _{m=0}^{n}P(3m)=P(3n+2)}
{\displaystyle \sum _{m=0}^{n}P(3m+1)=P(3n+3)-1}
{\displaystyle \sum _{m=0}^{n}P(3m+2)=P(3n+4)-1}
{\displaystyle \sum _{m=0}^{n}P(5m)=P(5n+1).}
Суммы, включающие произведения членов, удовлетворяют таким соотношениям:
{\displaystyle \sum _{m=0}^{n}P(m)^{2}=P(n+2)^{2}-P(n-1)^{2}-P(n-3)^{2}}
{\displaystyle \sum _{m=0}^{n}P(m)^{2}P(m+1)=P(n)P(n+1)P(n+2)}
{\displaystyle \sum _{m=0}^{n}P(m)P(m+2)=P(n+2)P(n+3)-1.}

## Другие соотношения
Последовательность Падована также удовлетворяет зависимости
{\displaystyle P(n)^{2}-P(n+1)P(n-1)=P(-n-7).}
Также её можно выразить через биномиальные коэффициенты:
{\displaystyle \sum _{2m+n=k}{m \choose n}=P(k-2).}
К примеру, для k = 12, значения пары (m; n), для которой 2m + n = 12, дающей ненулевые биномиальные коэффициенты, суть (6; 0), (5; 2) и (4; 4), и:
{\displaystyle {6 \choose 0}+{5 \choose 2}+{4 \choose 4}=1+10+1=12=P(10).}

## Формула общего члена
Члены последовательности Падована могут быть выражены через степени корней уравнения
{\displaystyle x^{3}-x-1=0.}
Это уравнение имеет три корня: один действительный корень — пластическое число p ≈ 1,324718 и два комплексно-сопряженных корня q и r. С их помощью можно записать аналог формулы Бине для общего члена последовательности Падована:
{\displaystyle P\left(n\right)={\frac {p^{n}}{\left(3p^{2}-1\right)}}+{\frac {q^{n}}{\left(3q^{2}-1\right)}}+{\frac {r^{n}}{\left(3r^{2}-1\right)}}.}
Так как абсолютная величина обоих комплексных корней q и r меньше 1, то их n-я степень стремится к 0 с ростом n. Таким образом, справедлива асимптотическая формула:
{\displaystyle P\left(n\right)\approx {\frac {p^{n}}{\left(3p^{2}-1\right)}}={\frac {p^{n}}{s}}\approx {\frac {p^{n}}{4,264632\ldots }},}
где s — это действительный корень уравнения {\displaystyle s^{3}-3s^{2}-23=0}. Эта формула может быть использована для быстрого вычисления {\displaystyle P(n)} для больших n. 
Отношение соседних членов последовательности Падована стремится к пластическому числу p. Эта константа выполняет ту же роль для последовательностей Падована и Перрина, что и золотое сечение для последовательности Фибоначчи.

## Комбинаторные интерпретации
- P(n) это количество способов записать n + 2 как сумму 2 и 3 с учётом порядка. К примеру, P(6) = 4, так как есть 4 способа записать 8 как сумму двоек и троек с разным порядком следования членов:

2 + 2 + 2 + 2 ; 2 + 3 + 3 ; 3 + 2 + 3 ; 3 + 3 + 2
- P(2n − 2) это количество способов записи n в виде суммы с учётом порядка, в которой ни один член не равен 2. К примеру, P(6) = 4, так как есть 4 способа записать 4 подобным образом:

4 ; 1 + 3 ; 3 + 1 ; 1 + 1 + 1 + 1
- P(n) это количество способов записи n как сумму-палиндром с учётом порядка, в которой ни один член не равен 2. К примеру, P(6) = 4, так как есть 4 способа записать 6 вышеуказанным способом:

6 ; 3 + 3 ; 1 + 4 + 1 ; 1 + 1 + 1 + 1 + 1 + 1
- P(n − 4) это количество способов записать n в виде суммы с учётом порядка, в которой каждый конгруэнтен 2 по модулю 3. К примеру, P(6) = 4, так как есть 4 способа записать число 10 таким способом:

8 + 2 ; 2 + 8 ; 5 + 5 ; 2 + 2 + 2 + 2 + 2

## Производящая функция
Производящая функция для последовательности Падована такова:
{\displaystyle G(P(n);x)={\frac {1+x}{1-x^{2}-x^{3}}}.}
Это может быть использовано для доказательства соотношений, включающих произведения последовательности Падована и геометрических прогрессий, таких как эта:
{\displaystyle \sum _{m=0}^{\infty }{\frac {P(n)}{2^{n}}}={\frac {12}{5}}.}

## Простые Падована
Простое Падована это такое P(n), которое является простым числом. Первые несколько простых Падована таковы:
2, 3, 5, 7, 37, 151, 3329, 23833, … (последовательность A100891 в OEIS)

## Обобщения

### Полиномы Падована
Как и числа Фибоначчи, которые обобщаются множеством полиномов (полиномы Фибоначчи), последовательность Падована тоже может быть обобщена полиномами Падована.

### L-система Падована
Если определить такую простую грамматику:
переменные : A B C
константы : отсутствуют
начало : A
правила : (A → B), (B → C), (C → AB)
тогда такая система Линденмейера (L-система) даёт такую последовательность строк:
n = 0 : A
n = 1 : B
n = 2 : C
n = 3 : AB
n = 4 : BC
n = 5 : CAB
n = 6 : ABBC
n = 7 : BCCAB
n = 8 : CABABBC
и если мы посчитаем длину каждой из них, мы получим последовательность Падована:
1 1 1 2 2 3 4 5 7 …
Также, если посчитать количество символов A, B и C в каждой строке, тогда для n-ной строки будет P(n − 5) символов A, P(n − 3) символов B и P(n − 4) символов C. Количество пар BB, AA и CC тоже является числами Падована.

### Кубоидная спираль Падована
Кубоидная спираль Падована может быть построена путём соединения углов множества трёхмерных кубоидов. Длины последовательных сторон спирали суть члены последовательности Падована, умноженные на квадратный корень из 2.